# I Hear a Song
I Hear a Song (Oigo una canción) es el quinto álbum de estudio de la cantante australiana Dami Im. Fue lanzado el 23 de marzo de 2018 por el sello discográfico Sony Music Australia. El álbum contiene catorce canciones y sólo dos de ellas son originales. Dami Im anunció el lanzamiento del álbum el 16 de febrero de 2018 comentando:"Antes de que escuchen a este álbum, puede que parezca una combinación de canciones poco usual; pero grabé cada una con las mismas ganas de compartir las historias de estas increíbles mujeres, de la forma más simple y pura por medio de un micrófono y del blanco y negro de las teclas".Dos meses más tarde, Im comentó que "No deberían considerarlo un álbum de jazz serio, pero tiene ese esencia. Tiene toda esa vibra que yo solía tener antes de que el pop llegara a mí".
El álbum contó con una gira promocional titulada I Hear a Song Tour, que comenzó en abril de 2018.

## Recepción
El álbum ha tenido una recepción positiva por parte de la crítica.Cameron Adams de news.com.au lo calificó con 3 estrellas de 5 y comentó que The Carpenters [álbum de covers] hizo que Dami sonara adulta antes de tiempo, pero este álbum sí funciona. Hay éxitos de artistas como Beyoncé, Nina Simone, Norah Jones y Bonnie Raitt; todos al ritmo de jazz. Además, incluye dos canciones originales que demuestran que ahora Dami está más ligada al bebop que al dance pop.David de auspOp, por su parte, calificó el álbum con 4 estrellas de 5 comentando que el álbum es un viaje con música en el que se escucha a la verdadera Dami. Añade que es un álbum coherente, con un sonido maduro y recalca que es algo que se ve más allá de atreverse a cantar clásicos; es algo que se siente en la sutileza de los arreglos de cada canción. Finalmente, considera que "Come Away with Me" es la mejor canción.

## Lista de canciones
| N.º | Título                              | Duración |  |
| 1.  | «Feeling Good»                      | 3:55     |  |
| 2.  | «I Hear a Song»                     | 2:44     |  |
| 3.  | «I Say a Little Prayer»             | 3:41     |  |
| 4.  | «Summertime»                        | 3:31     |  |
| 5.  | «My Funny Valentine»                | 3:49     |  |
| 6.  | «Love On Top»                       | 3:49     |  |
| 7.  | «You Don't Have to Say You Love Me» | 3:49     |  |
| 8.  | «Come Away with Me»                 | 3:11     |  |
| 9.  | «Cry Me a River»                    | 4:11     |  |
| 10. | «I Can't Make You Love Me»          | 4:22     |  |
| 11. | «God Bless the Child»               | 4:40     |  |
| 12. | «Autumn Leaves»                     | 3:58     |  |
| 13. | «Round Midnight»                    | 4:28     |  |
| 14. | «Like a Cello»                      | 3:02     |  |

## Tabla de ventas
| Listas (2018)                                   | Peak |
| ----------------------------------------------- | ---- |
| Álbumes de Australia (ARIA)                     | 3    |
| Álbumes de Artistas Australianos (ARIA)         | 1    |
| Álbumes Internacionales de Corea del Sur (Gaon) | 11   |

## Historial de lanzamientos
| País      | Fecha               | Formato                       | Etiqueta             | # Catálogo  |
| --------- | ------------------- | ----------------------------- | -------------------- | ----------- |
| Australia | 23 de marzo de 2018 | CD digital download streaming | Sony Music Australia | 88985468012 |